# Odvar Nordli
Pour les articles homonymes, voir Nordli.
Odvar Nordli est un homme d'État norvégien né le 23 novembre 1927 à Tangen, dans la kommune de Stange et mort le 9 janvier 2018. Membre du Parti travailliste, il est Premier ministre de Norvège de 1976 à 1981.